# Ronde van Frankrijk 2011/Veertiende etappe

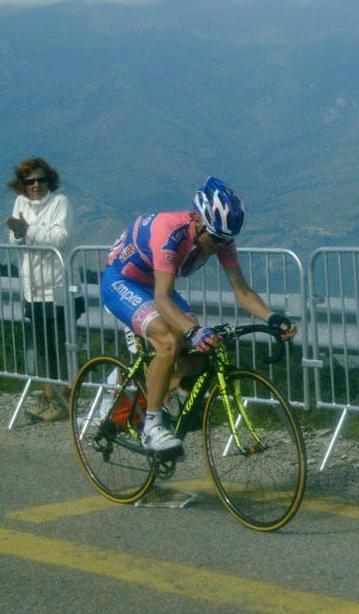
Damiano Cunego tijdens de 14e etappe.

De veertiende etappe van de Ronde van Frankrijk 2011 werd verreden op 16 juli 2011 over een afstand van 168,5 kilometer tussen Saint-Gaudens en Plateau de Beille.

## Verloop
In deze belangrijkste Pyreneeënrit, over zes cols, ontstond al vroeg een leidersgroep van 24 renners, met Bauke Mollema als enige vertegenwoordiger van de Lage Landen. Ze liepen tot negen minuten uit.
In de afdaling van de Col de la Core reden Sandy Casar (die een tijdje virtueel de gele trui draagt), Julien El Fares en David Millar weg uit de kopgroep. Maar bij de beklimming van de Col d'Agnes reden weer elf renners vooraan. In de afdaling kwam Jens Voigt tweemaal na elkaar ten val en verdween uit de kopgroep. In het peloton ging ook Laurens ten Dam spectaculair over de kop en moest zwaar geblesseerd aan neus en aangezicht zijn weg verderzetten.
Na de Col d'Agnes ging Gorka Izagirre Insausti er alleen vandoor. Hij nam meer dan een minuut, maar uiteindelijk kon hij niet weerstaan aan de talrijke medevluchters die om beurt hun kans waagden.
Intussen had in het peloton Team Leopard-Trek de leiding genomen. Aan de voet van het Plateau de Beille bedroeg het verschil met de vluchters nog maar 2'35". Tijdens de slotklim naar Plateau de Beille werden deze een voor een opgeslokt door het peloton. Enkel Sandy Casar bleef moedig alleen in de spits. In het peloton van de favorieten zorgden verschillende prikjes van de Schlecks ervoor dat deze groep steeds meer uitdunde. Toch kon geen beslissende kloof geslagen worden. Thomas Voeckler hield dapper stand net als Jelle Vanendert. Deze rook zijn kans, trok even stevig door en was weg. Vermits hij geen gevaar vormde voor de favorieten liet men hem begaan. Vlug ging hij over Casar heen en nam meer dan een halve minuut. Enkel Samuel Sanchez zag zijn kans op de bolletjestrui in gevaar komen en ging achter Vanendert aan. Maar dichter dan een twintigtal seconden kwam hij niet meer. De voorheen nauwelijks bekende Jelle Vanendert bezorgde België de eerste overwinning in een bergetappe in de Tour, precies 30 jaar na Lucien Van Impe in 1981 in Saint-Lary-Soulan. Meteen nam hij ook de bolletjestrui. Thomas Voeckler bleef in het geel. De omvangrijke gruppetto met niet-klimmers met onder andere Mark Cavendish en de ongelukkige Laurens ten Dam kwam net binnen de tijdlimiet over de streep.

### Tussensprint
| Tussensprint Orgibet na 36,5 km |                |        |
| Plaats                          | Naam           | Punten |
| Winnaar                         | Mickaël Delage | 20     |
| 2                               | David Millar   | 17     |
| 3                               | Maxime Bouet   | 15     |

### Bergsprints
| Beklimming Col de Portet-d'Aspet na 26,5 km | Beklimming Col de Portet-d'Aspet na 26,5 km | Beklimming Col de Portet-d'Aspet na 26,5 km | 2e cat. 4,3 km à 7,9 % | 2e cat. 4,3 km à 7,9 % |
| Plaats                                      | Naam                                        | Naam                                        | Punten                 |                        |
| Winnaar                                     | Mickaël Delage                              | Mickaël Delage                              | 5                      |                        |
| 2                                           | Bauke Mollema                               | Bauke Mollema                               | 3                      |                        |
| 3                                           | Sylvain Chavanel                            | Sylvain Chavanel                            | 2                      |                        |
| 4                                           | Sandy Casar                                 | Sandy Casar                                 | 1                      |                        |

| Beklimming Col de la Core na 62,5 km | Beklimming Col de la Core na 62,5 km | Beklimming Col de la Core na 62,5 km | 1e cat. 14,1 km à 5,7 % | 1e cat. 14,1 km à 5,7 % |
| Plaats                               | Naam                                 | Naam                                 | Punten                  |                         |
| Winnaar                              | Mickaël Delage                       | Mickaël Delage                       | 10                      |                         |
| 2                                    | Sylvain Chavanel                     | Sylvain Chavanel                     | 8                       |                         |
| 3                                    | Sandy Casar                          | Sandy Casar                          | 6                       |                         |
| 4                                    | Bauke Mollema                        | Bauke Mollema                        | 4                       |                         |
| 5                                    | Arthur Vichot                        | Arthur Vichot                        | 2                       |                         |
| 6                                    | Luis León Sánchez                    | Luis León Sánchez                    | 1                       |                         |

| Beklimming Col de Latrape na 94 km | Beklimming Col de Latrape na 94 km | Beklimming Col de Latrape na 94 km | 2e cat. 5,6 km à 7,2 % | 2e cat. 5,6 km à 7,2 % |
| Plaats                             | Naam                               | Naam                               | Punten                 |                        |
| Winnaar                            | Sandy Casar                        | Sandy Casar                        | 5                      |                        |
| 2                                  | Julien El Fares                    | Julien El Fares                    | 3                      |                        |
| 3                                  | David Millar                       | David Millar                       | 2                      |                        |
| 4                                  | Christophe Riblon                  | Christophe Riblon                  | 1                      |                        |

| Beklimming Col d'Agnes na 109 km | Beklimming Col d'Agnes na 109 km | Beklimming Col d'Agnes na 109 km | 1e cat. 10 km à 8,2 % | 1e cat. 10 km à 8,2 % |
| Plaats                           | Naam                             | Naam                             | Punten                |                       |
| Winnaar                          | Sylvain Chavanel                 | Sylvain Chavanel                 | 10                    |                       |
| 2                                | Anthony Charteau                 | Anthony Charteau                 | 8                     |                       |
| 3                                | Gorka Izagirre Insausti          | Gorka Izagirre Insausti          | 6                     |                       |
| 4                                | Rémy Di Grégorio                 | Rémy Di Grégorio                 | 4                     |                       |
| 5                                | Sandy Casar                      | Sandy Casar                      | 2                     |                       |
| 6                                | Christophe Riblon                | Christophe Riblon                | 1                     |                       |

| Beklimming Port de Lers na 118 km | Beklimming Port de Lers na 118 km | Beklimming Port de Lers na 118 km | 3e cat. 3,8 km à 5,5 % | 3e cat. 3,8 km à 5,5 % |
| Plaats                            | Naam                              | Naam                              | Punten                 |                        |
| Winnaar                           | Gorka Izagirre Insausti           | Gorka Izagirre Insausti           | 2                      |                        |
| 2                                 | Anthony Charteau                  | Anthony Charteau                  | 1                      |                        |

| Beklimming Plateau de Beille na 168,5 km | Beklimming Plateau de Beille na 168,5 km | Beklimming Plateau de Beille na 168,5 km | HC cat. 15,8 km à 7,9 % | HC cat. 15,8 km à 7,9 % |
| Plaats                                   | Naam                                     | Naam                                     | Punten                  |                         |
| Winnaar                                  | Jelle Vanendert                          | Jelle Vanendert                          | 40                      |                         |
| 2                                        | Samuel Sánchez                           | Samuel Sánchez                           | 32                      |                         |
| 3                                        | Andy Schleck                             | Andy Schleck                             | 24                      |                         |
| 4                                        | Cadel Evans                              | Cadel Evans                              | 16                      |                         |
| 5                                        | Rigoberto Urán                           | Rigoberto Urán                           | 8                       |                         |
| 6                                        | Alberto Contador                         | Alberto Contador                         | 4                       |                         |

## Uitslagen
| Rituitslag |                        |                    |           |
| Plaats     | Naam                   | Ploeg              | Tijd      |
| Winnaar    | Jelle Vanendert        | Omega Pharma-Lotto | 5u13'25"  |
| 2          | Samuel Sanchez         | Euskaltel-Euskadi  | op 00'21" |
| 3          | Andy Schleck           | Team Leopard-Trek  | op 00'46" |
| 4          | Cadel Evans            | BMC Racing Team    | op 00'48" |
| 5          | Rigoberto Urán         | Sky ProCycling     | z.t.      |
| 6          | Alberto Contador       | Saxo Bank-Sungard  | z.t.      |
| 7          | Thomas Voeckler        | Team Europcar      | z.t.      |
| 8          | Fränk Schleck          | Team Leopard-Trek  | z.t.      |
| 9          | Jean-Christophe Peraud | AG2R-La Mondiale   | z.t.      |
| 10         | Pierre Rolland         | Team Europcar      | z.t.      |
|            |                        |                    |           |
| 17         | Rob Ruijgh             | Vacansoleil-DCM    | op 02'38" |

| Strijdlustigste renner |             |                    |
|                        | Naam        | Ploeg              |
|                        | Sandy Casar | Française des Jeux |

## Klassementen
| Algemeen Klassement |                  |                     |           |
| Plaats              | Naam             | Ploeg               | Tijd      |
| Gele trui           | Thomas Voeckler  | Team Europcar       | 61u04'10" |
| 2                   | Fränk Schleck    | Team Leopard-Trek   | op 01'49" |
| 3                   | Cadel Evans      | BMC Racing Team     | op 2'06"  |
| 4                   | Andy Schleck     | Team Leopard-Trek   | op 02'15" |
| 5                   | Ivan Basso       | Liquigas-Cannondale | op 03'16" |
| 6                   | Samuel Sánchez   | Euskaltel-Euskadi   | op 03'44" |
| 7                   | Alberto Contador | Saxo Bank-Sungard   | op 04'00" |
| 8                   | Damiano Cunego   | Lampre-ISD          | op 04'01" |
| 9                   | Tom Danielson    | Team Garmin-Cervélo | op 05'46" |
| 10                  | Kevin De Weert   | Quick Step          | op 06'18" |
|                     |                  |                     |           |
| 21                  | Rob Ruijgh       | Vacansoleil-DCM     | op 12'56" |

| Ploegenklassement |                             |            |
| Plaats            | Ploeg                       | Tijd       |
|                   | Team Leopard-Trek           | 182u46'31" |
| 2                 | Team Europcar               | op 00'06"  |
| 3                 | AG2R-La Mondiale            | op 02'32"  |
| 4                 | Team Garmin-Cervélo         | op 03'43"  |
| 5                 | Team Katjoesja              | op 08'31"  |
| 6                 | Cofidis, le crédit en ligne | op 14'14"  |
| 7                 | Euskaltel-Euskadi           | op 16'28"  |
| 8                 | Team RadioShack             | op 16'32"  |
| 9                 | Sky ProCycling              | op 27'49"  |
| 10                | Saxo Bank-Sungard           | op 28'39"  |

## Nevenklassementen
| Puntenklassement |                    |                    |        |
| Plaats           | Naam               | Ploeg              | Punten |
| Groene trui      | Mark Cavendish     | Team HTC-High Road | 264    |
| 2                | Jose Joaquin Rojas | Team Movistar      | 251    |
| 3                | Philippe Gilbert   | Omega Pharma-Lotto | 240    |
|                  |                    |                    |        |
| 43               | Lieuwe Westra      | Vacansoleil-DCM    | 32     |

| Bergklassement |                   |                    |        |
| Plaats         | Naam              | Ploeg              | Punten |
| Bolletjestrui  | Jelle Vanendert   | Omega Pharma-Lotto | 74     |
| 2              | Samuel Sánchez    | Euskaltel-Euskadi  | 72     |
| 3              | Jérémy Roy        | Française des Jeux | 45     |
|                |                   |                    |        |
| 7              | Johnny Hoogerland | Vacansoleil-DCM    | 22     |

| Jongerenklassement |                 |                             |             |
| Plaats             | Naam            | Ploeg                       | Tijd        |
| Witte trui         | Rigoberto Urán  | Sky ProCycling              | 61u12'05"   |
| 2                  | Rein Taaramäe   | Cofidis, le crédit en ligne | op 01'07"   |
| 3                  | Pierre Rolland  | Team Europcar               | op 01'25"   |
|                    |                 |                             |             |
| 5                  | Rob Ruijgh      | Vacansoleil-DCM             | op 05'01"   |
| 21                 | Thomas De Gendt | Vacansoleil-DCM             | op 1u11'54" |

## Opgave
- William Bonnet (Française des Jeux) finishte buiten de tijd

1e etappe ·
2e etappe ·
3e etappe ·
4e etappe ·
5e etappe ·
6e etappe ·
7e etappe ·
8e etappe ·
9e etappe ·
10e etappe ·
11e etappe ·
12e etappe ·
13e etappe ·
14e etappe ·
15e etappe ·
16e etappe ·
17e etappe ·
18e etappe ·
19e etappe ·
20e etappe ·
21e etappe
Startlijst · Eindstanden · Afbeeldingen